# 十市皇女
十市皇女（とおちのひめみこ）は、天武天皇の第一皇女。母は額田王。大友皇子（弘文天皇）の正妃。

## 生涯

### 壬申の乱以前
天智天皇の皇子の大友皇子（弘文天皇）の正妃となり、天智天皇8年（669年）頃に葛野王を産んだ。しかし、天武天皇元年（672年）に起こった壬申の乱では、父と夫が戦うという事態になってしまった。『扶桑略記』『水鏡』『宇治拾遺物語』によれば、この際に父である大海人皇子に情報を流したとされる。しかし、『宇治拾遺物語』（巻15・1）の「鮒の包み焼きに密書を隠した」という逸話に代表されるスパイ説は、鮒の包み焼きが近江の著名な名物であったことや、話の最後に登場する高階氏が高市皇子の後裔であることなどから、後世の人間による創作の可能性が極めて高い、とされている。

### 壬申の乱以後
父の天武天皇のもとに身を寄せたと思われる（『万葉集』から高市の正妃となったとする説もある）が、敗北した近江側の実質的な皇后として、また天皇の皇女として、依然として大変複雑な、辛い立場にあったことは疑いない。
彼女の動静はほとんど記録が残っていないが、天武天皇4年（675年）の2月13日、阿閇皇女とともに伊勢神宮に参詣したとある。ここで十市皇女が阿閇皇女とともに伊勢を訪れた目的としては、単に壬申の乱の戦勝を伊勢神宮に報告する目的であるという説、日本書紀に天武天皇4年（675年）1月に薬や貴重な品が朝廷に献上された記録があることから、それらを伊勢神宮に持参するために彼女らが派遣されたという説、天武天皇が壬申の乱で大友皇子を破って即位し、自分の子の草壁皇子を皇太子としたことから、皇太子の交代をそれぞれの妃に伊勢神宮に報告させたという説などがある。なお、『万葉集』巻1によれば、この際に吹芡刀自（ふふきのとじ：侍女と思われる）が十市の歌を作ったとある。また、前年の10月にも十市皇女が伊勢に赴いたという説もあるが、ちょうどそのころ大来皇女が伊勢斎宮となり伊勢へ群行したと日本書紀に書かれていることから、これに同行した可能性がある。
その後、天武天皇7年（678年）、天皇が倉橋河の河上にたてた斎宮に出向こうとした当日である4月7日朝に急死。日本書紀には「十市皇女、卒然に病発して、宮中に薨せぬ」と記されていた。このため天皇の行幸は中止となり、斎宮での祭りもなくなった。皇女は4月14日に大和の赤穂の地に葬られた。この際父の天武天皇が声を出して泣いたという。死亡時、十市皇女はまだ30歳前後であり、この不審な急死に対しては、自殺説・暗殺説もある。
彼女の死を悼んで、高市皇子が熱烈な挽歌を捧げている（『万葉集』卷2）。このことから、夫の大友皇子との不仲説や、高市皇子との恋人説、夫婦説がある（一方で高市皇子の片思いという説もあり）。

## 十市皇女の被葬地
日本書紀によれば、十市皇女のなきがらは天武天皇7年（678年）4月14日に赤穂に葬られたとあるが、赤穂という地名が奈良県内のどこにあたるかという解釈には諸説あり、いまだ定説は明らかになっていない。
- 新薬師寺（奈良市高畑町）の隣にある鏡神社の比売塚は、「高貴の姫君の墓」として語り伝えられており、ここに十市皇女が埋葬されているという説が有力である。
- 奈良盆地西辺の馬見丘陵東麓にある広瀬郡（奈良県北葛城郡広陵町）の「赤部」という場所に「赤穂墓」があり、これを十市皇女の墓であるとしている[3]。
- 天武・持統陵、中尾山古墳から高松塚古墳、文武天皇陵までを含む檜隈の大内・安古とよばれる一帯があり、その安古が「赤穂」に通じることから、このあたりに十市皇女の墓を想定している説もある[4]。
- 奈良県桜井市の赤尾が「赤穂」であるとし、その近辺にある鳥見山山麓古墳群に唯一ある方墳か、又は舞谷古墳群の2号墳ではないかという説もある[5]。

## 十市皇女に関する神社・伝承など

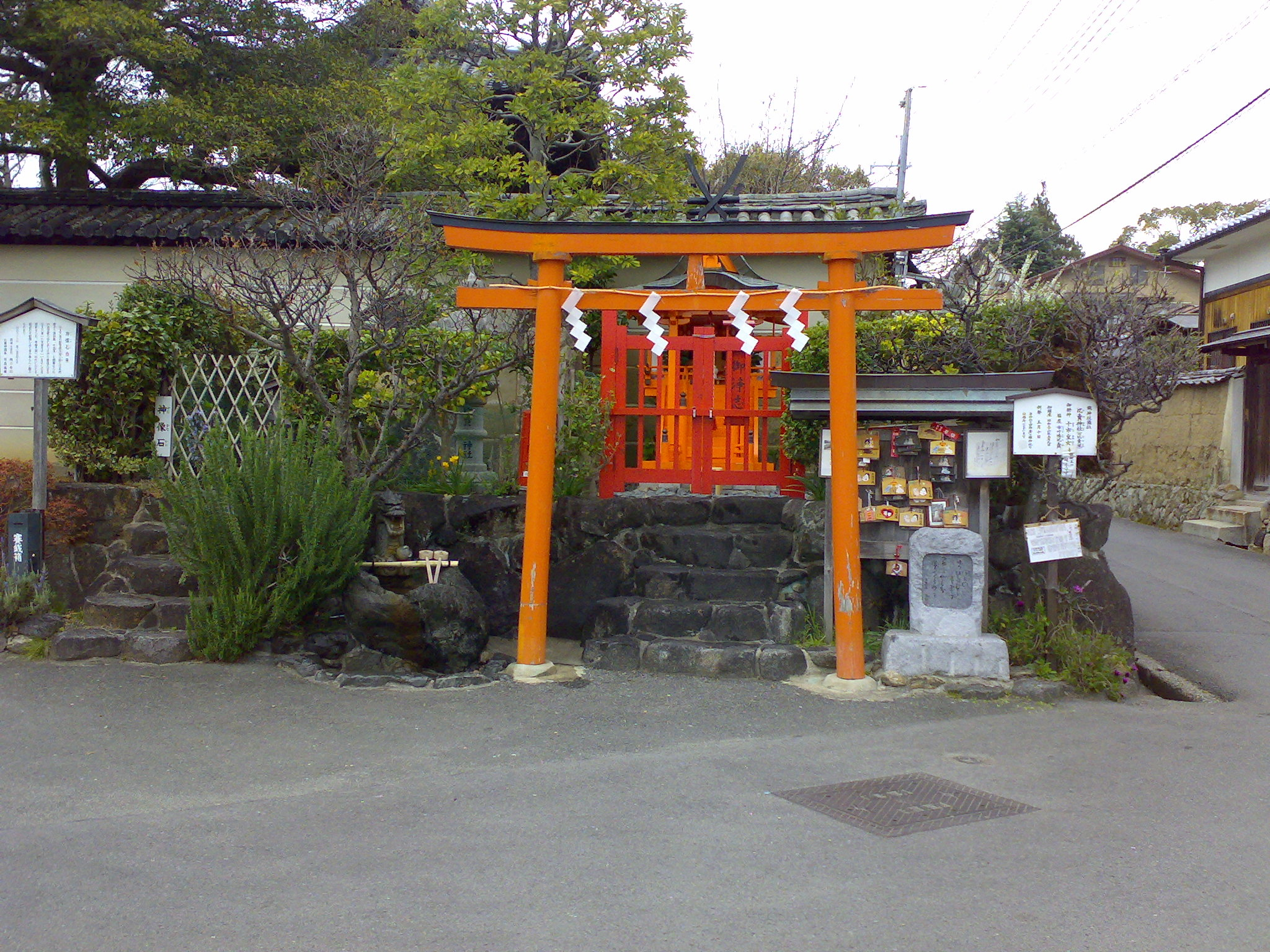
比売神社

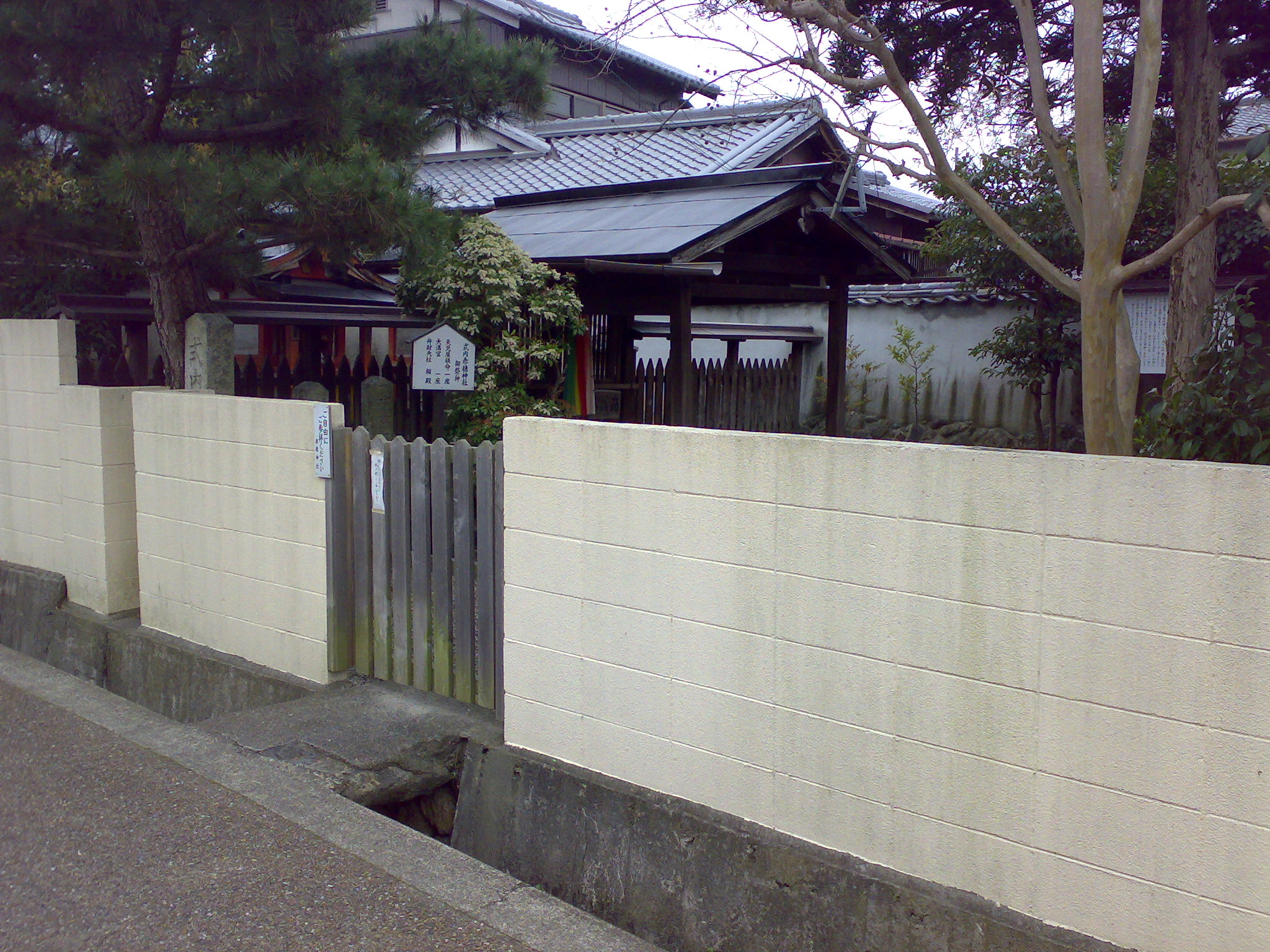
赤穂神社

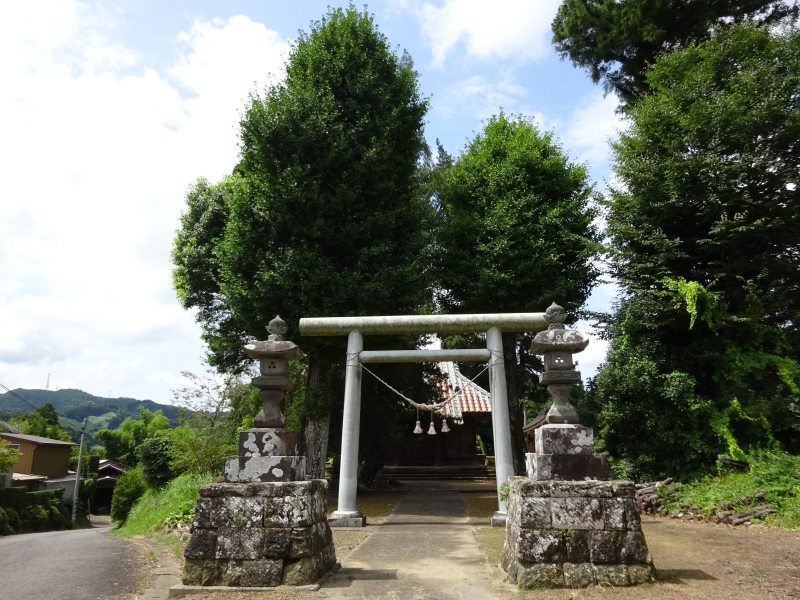
筒森神社

- 十市皇女が埋葬されていると伝えられている比売塚に、1981年に「比売神社」が建てられ、現在もそこに祀られている。縁結びの神として遠方からの参拝客も多い。また比売塚の近所に赤穂神社があり、これを比売塚の拝殿であると考える人もいる。
- 筒森神社（千葉県夷隅郡大多喜町）は十市皇女を祀っている。壬申の乱に敗れた大友皇子に従って東国へ落ちのびた十市皇女は、そのとき妊娠中で、山を分け入ってこの地までたどりついたが、難産（流産）の末亡くなったので、哀れに思った里人の手で手厚く霊を弔いここに社を建てたとされ、安産の神とされている[6]。
- 法興寺（千葉県いすみ市岬町岩熊）の伽藍跡の近くに「殿塚姫塚」と呼ばれる古墳があり、殿塚の方は高市皇子を祀ったものといわれている[7]ことから、もう一つの姫塚のほうに十市皇女が祀られていると考える人もいる。
- 千葉県木更津市近辺にも、十市皇女やその子らの墓といわれるものが残っている。
- 新宮神社（高知県南国市）には十市皇女の伝承が残っているというが、その伝承は秘められ続けている。

## 十市皇女に関する歌
- 万葉集巻第1　22番（吹芡刀自作の波多の横山の巖にて、伊勢神宮に赴く十市皇女への寿歌）
  - 河の上の斎つ岩群に草むさず　常にもがもな　常処女にて
    - 十市皇女参赴於伊勢神宮時見波多横山巌吹芡刀自作歌
河上乃 湯津盤村二 草武左受 常丹毛冀名 常處女煮手

- 万葉集巻第2　156～158番（高市皇子作の十市皇女への挽歌）「注:紀曰七年戊寅夏四月丁亥朔癸巳十市皇女卒然病發薨於宮中」
  - 三諸の神の神杉　巳具耳矣自得見監乍共　寝ねぬ夜そ多き
    - 三諸之 神之神須疑 已具耳矣自得見監乍共 不寝夜叙多

  - 三輪山の山辺真麻木綿 短木綿　かくのみゆえに長しと思ひき
    - 神山之 山邊真蘇木綿 短木綿 如此耳故尓 長等思伎

  - 山吹の立ちよそひたる山清水　汲みに行かめど道の知らなく
    - 山振之 立儀足 山清水 酌尓雖行 道之白鳴

156番の歌の「巳具耳矣自得見監乍共」の訓読として、「去年（こぞ）のみを我と見えつつ（去年ばかりは私と逢ったが、共に寝ない夜が多い）」（全註釈）「夢にのみ見えつつもとな（亡くなった人の姿が夢にばかり見えて、共に寝なくなった夜が多い）」（私注）「夢にだに見むとすれども（「夢にのみ～」と同じ意味）」（古典大系本）などが挙げられているが、未だ定説をみるには至っていない。ただ、万葉仮名の「共」を逆説の確定条件を示す接続助詞「ども」や「とも」として用いる例はないので、上のいずれの読み方であっても「ともに寝る」という解釈がされており、これを高市皇子との間に恋愛関係（肉体関係）があった根拠とする見方が多い。
- 十市皇女自作の歌は正式には一首も残されていないが、自作の歌が伝わる地方がある。伊勢下向の途上、波多神社（三重県津市）に参詣したときに十市皇女が詠んだ歌として「霰降りいたも風吹き寒き夜や旗野にこよひわがひとり寝む」という歌がこの神社の伝承として伝えられている。（万葉集には 巻10　2338 相聞歌 作者未詳として収録されている歌）

## 血縁
- 父：天武天皇
- 母：額田王（父：鏡王）
- 夫：大友皇子（弘文天皇）
  - 子：葛野王

## 十市皇女が登場する作品

### 小説
- 井上靖『額田女王』
神の声を聞く女・額田女王に恋する大海人皇子と中大兄皇子、そして神によって宿された娘、十市皇女を軸として、飛鳥時代を上質な文体でつづる。
- 黒岩重吾『影刀　壬申の乱ロマン』
母の情熱の血と父の武人の血を引いた、気の強い女性である十市皇女は、決断が遅く優柔不断な夫の大友皇子をさめた目で見ていた。決戦の前夜、大友皇子の帝王としての苦悩を察した皇女は、初めて皇子と打ちとけあう。
- 豊田有恒『大友の皇子東下り』
大友皇子は壬申の乱で死亡せず、近江大津京を脱出して東国・上総に逃れるという冒険小説。十市皇女は忍者となり、大友皇子を暗殺すべく、父の大海人皇子とともに彼のあとを追う。

### 漫画
- 里中満智子『天上の虹』
持統天皇の生涯を描いた作品。十市皇女は高市皇子を生涯心から愛する女性として物語中盤に登場する。高市皇子とは幼い頃から相思相愛だったが、彼女に片思いする大友皇子から「高市も額田もどうなるか、わからないよ」と恫喝まがいに求婚され、やむなく大友の元へ嫁ぐ。やがて壬申の乱が起こり、十市は夫と運命を共にしようとしていたが、大友から「仇の娘の顔など、見たくない。出て行け！」と、十市を乱から離すため離縁される。乱の終結後、父である大海人皇子の即位後、ついに高市と結ばれるが、現政権の維持のため、2人の仲は裂かれることに。のちにある神社の斎王に任命されるが、高市への愛と大友への贖罪に悩み、息子・葛野王の将来を案じ、出立当日の朝。自害する。
- さいとうちほ『夢のかたみ』
十市皇女と高市皇子は幼なじみであった。十市皇女が大友皇子の妃となった後、高市皇子は十市皇女を連れて決起する父のもとへ脱出する。しかし、敗北を予感した高市皇子は、それを追った大友皇子に十市皇女を託して去る。ところが予想に反し、大海人側が優勢となり、大友皇子は最後の戦いへ臨む。その際、十市皇女は大友皇子の愛情を知る。乱の後、十市皇女と高市皇子の隔たりは大きなものとなってしまった。
- 長岡良子　古代幻想ロマンシリーズ『孤悲歌』
十市皇女は母の血が卑しい大友を軽蔑する高飛車な女として描かれている。
- 手塚治虫　『火の鳥太陽編』
壬申の乱と宗教戦争をテーマに描いた作品。人質妻として大友皇子に無理やり嫁がされていた十市皇女は、バカ娘のふりをして彼を遠ざけていた。朝廷の仏教普及政策に従わないかどで死罪となった主人公が逃走するのをかくまい、一時の逢瀬を持つ。乱に先立って吉野側と通じていたのが大友皇子に知れ、彼に成敗される。十市皇女を斬ったあと、大友は倒れた皇女に覆いかぶさって「ゆるせ！」と号泣。
- 原作／園村昌弘　 画／中村真理子 『天智と天武－新説・日本書紀－』
単行本第3巻で初登場。

### 舞台
- 宝塚歌劇団（1976年初演、再演多数）『あかねさす紫の花』（美野真奈、優ひかり、貴咲美里、音くり寿 他） 
十市皇女は子供役として、はしゃぎ回ったり童歌を歌ったりする。
- 宝塚歌劇団月組（1982年）『あしびきの山の雫に』 （優ひかり）
十市皇女は壬申の乱で大海人の命をうけた高市皇子に救い出される。しかし夫が自決したのに生きながらえている十市皇女に対する周囲の目は冷たく、彼女は幼馴染だった高市皇子への愛を告げて支えを求める。彼は優しく彼女を包むが、やはり彼女は周囲の目に堪えかねて自殺する。
- OSK日本歌劇団（1995年）『天上の虹〜星になった万葉人』 （北原沙織）